# 安城市立安城南中学校
安城市立安城南中学校（あんじょうしりつ あんじょうみなみちゅうがっこう）は、愛知県安城市城南町にある公立中学校。

## 概要
- 校区は相生町、赤松町、朝日町、石井町、小堤町、桜町、末広町、錦町、花ノ木町、日の出町、南町、御幸本町、安城町（西広畔、広美の一部）、大山町1丁目の一部、大山町2丁目、城南町1・2丁目、百石町1・2丁目、三河安城東町1丁目の一部、三河安城東町2丁目の一部、横山町の一部であり、安城市立安城西部小学校校区の一部、安城市立錦町小学校校区の一部、安城市立桜町小学校校区の一部、安城市立三河安城小学校校区の一部、安城市立丈山小学校校区の一部の生徒が通学する[1]。

## 沿革
- 1947年（昭和22年）4月 - 安城町立安城中学校が開校。
- 1949年（昭和24年）4月 - 安城町立安城中学校が安城町立安城北中学校と安城町立安城南中学校に分立する。
- 1952年（昭和27年）5月5日 - 安城町が市制施行し、安城市となる。同時に安城市立安城南中学校に改称する。
- 1954年（昭和29年）
  - 4月 - 校舎の一部を使用して、安城市立錦町小学校が開校する。
  - 9月 - 現在地に校舎が完成し、移転する。旧校舎は錦町小学校の校舎となる。
- 1959年（昭和34年）4月 - 安城市立安城西中学校を分離する。
- 1981年（昭和56年）4月 - 安城市立安祥中学校を分離する。

## 交通アクセス
- あんくるバス循環線「南中学校」バス停より徒歩約3分。
- 名鉄バス安城線「昭林公園東」バス停より徒歩約7分。

新安城駅またはJR安城駅より【82系統】「安城更生病院」行。【83系統】「デンパーク」行。※デンパーク行きは土休日のみ
安城駅より徒歩約15分

## 周辺施設
- 愛知県立安城高等学校
- 安城学園高等学校
- 安城市立安祥中学校
- 安城市立錦町小学校
- 安城市立祥南小学校
- 昭林公園
- 安城更生病院